# MERIDIAN-MELON
『MERIDIAN-MELON』（メリディアン メロン）は、1980年9月5日にリリースされた尾崎亜美の6作目のスタジオ・アルバムである。キャニオンレコード移籍第1弾となる作品で、杏里へ提供したヒット曲「オリビアを聴きながら」のセルフ・カヴァーを収録している。

## 概要
タイトルにある ″MERIDIAN″ とは ″子午線″の意味で、「もしもメロンに子午線があったら…」というユニークな発想から付けられたもの。尾崎によると、タイトルは収録曲の内容に合わせたものではなく、「自分の気持ちを自由にする」という意思の表れとのこと。ジャケットにはエスニックな民族服を着た尾崎と子供の姿が写され、現実と非現実とが交錯する不思議な雰囲気を持ったデザインとなっている。
シングル「21世紀のシンデレラ」とB面曲「CINEMATIC DOLL」、前年に非売品シングルとして制作された「キ・ラ・メ・キFeeling」を収録。杏里に提供した「オリビアを聴きながら」は尾崎自身も気に入りの曲で、いつかセルフカバーしたいと思っていたといい、レコード会社を移籍したこのタイミングで挨拶代わりに歌うことにしたと述べている。
すべての曲の作詞、作曲および編曲は尾崎亜美自身である。
2013年10月16日には、リマスター盤HQCDが紙ジャケット（二つ折りのダブルジャケット）仕様でリリースされた。規格品番はPCCA-50167。

## 収録曲

### LP / CT
| 全作詞・作曲・編曲: 尾崎亜美。 |                           |          |            |      |
| #                              | タイトル                  | 作詞     | 作曲・編曲 | 時間 |
| 1.                             | 「Jupiter」               | 尾崎亜美 | 尾崎亜美   | 3:29 |
| 2.                             | 「21世紀のシンデレラ」    | 尾崎亜美 | 尾崎亜美   | 3:47 |
| 3.                             | 「Dreaming Flight」       | 尾崎亜美 | 尾崎亜美   | 4:01 |
| 4.                             | 「ジプシーローズ (処女)」 | 尾崎亜美 | 尾崎亜美   | 4:22 |
| 5.                             | 「冬枯れ…」               | 尾崎亜美 | 尾崎亜美   | 4:59 |
| 合計時間:                      | 合計時間:                 | 20:38    |            |      |

| 全作詞・作曲・編曲: 尾崎亜美。 |                           |          |            |      |
| #                              | タイトル                  | 作詞     | 作曲・編曲 | 時間 |
| 1.                             | 「キ・ラ・メ・キFeeling」 | 尾崎亜美 | 尾崎亜美   | 3:48 |
| 2.                             | 「You…魂のままに」        | 尾崎亜美 | 尾崎亜美   | 5:05 |
| 3.                             | 「around」                | 尾崎亜美 | 尾崎亜美   | 2:00 |
| 4.                             | 「CINEMATIC DOLL」        | 尾崎亜美 | 尾崎亜美   | 4:50 |
| 5.                             | 「オリビアを聴きながら」  | 尾崎亜美 | 尾崎亜美   | 5:05 |
| 合計時間:                      | 合計時間:                 | 20:48    |            |      |

### CD
| 全作詞・作曲・編曲: 尾崎亜美。 |                           |          |            |      |
| #                              | タイトル                  | 作詞     | 作曲・編曲 | 時間 |
| 1.                             | 「Jupiter」               | 尾崎亜美 | 尾崎亜美   | 3:29 |
| 2.                             | 「21世紀のシンデレラ」    | 尾崎亜美 | 尾崎亜美   | 3:47 |
| 3.                             | 「Dreaming Flight」       | 尾崎亜美 | 尾崎亜美   | 4:01 |
| 4.                             | 「ジプシーローズ (処女)」 | 尾崎亜美 | 尾崎亜美   | 4:22 |
| 5.                             | 「冬枯れ…」               | 尾崎亜美 | 尾崎亜美   | 4:59 |
| 6.                             | 「キ・ラ・メ・キFeeling」 | 尾崎亜美 | 尾崎亜美   | 3:48 |
| 7.                             | 「You…魂のままに」        | 尾崎亜美 | 尾崎亜美   | 5:05 |
| 8.                             | 「around」                | 尾崎亜美 | 尾崎亜美   | 2:00 |
| 9.                             | 「CINEMATIC DOLL」        | 尾崎亜美 | 尾崎亜美   | 4:50 |
| 10.                            | 「オリビアを聴きながら」  | 尾崎亜美 | 尾崎亜美   | 5:05 |
| 合計時間:                      | 合計時間:                 | 41:33    |            |      |

## シングル

### 概要
キャニオンレコードに移籍後初となるシングル。表題曲「21世紀のシンデレラ」は、トヨタカーエアコンのCMソングとして使用された。

#### 収録曲
| 全作詞・作曲・編曲: 尾崎亜美。 |                        |          |            |      |
| #                              | タイトル               | 作詞     | 作曲・編曲 | 時間 |
| A.                             | 「21世紀のシンデレラ」 | 尾崎亜美 | 尾崎亜美   | 3:47 |
| B.                             | 「CINEMATIC DOLL」     | 尾崎亜美 | 尾崎亜美   | 4:50 |
| 合計時間:                      | 合計時間:              | 8:37     |            |      |

#### タイアップ
| 曲名               | タイアップ           |
| ------------------ | -------------------- |
| 21世紀のシンデレラ | トヨタカーエアコンCM |

## レコーディング・メンバー
| Jupiter Vocal, E. Piano, Prophet 5, Oberheim 8-Voice, Glocken：尾崎亜美 A. Guitar：吉川忠英 E. Guitar：鈴木茂 Percussions：ペッカー 21世紀のシンデレラ Vocal, E. Piano, A. Piano, Prophet 5, Oberheim 8-Voice, Vocoder：尾崎亜美 E. Guitar：鈴木茂 E. Bass：小川ひろし Drums：林立夫 Percussions：斉藤ノブ Dreaming Flight Vocal, Prophet 5, Oberheim 8-Voice, Vocoder：尾崎亜美 E. Piano, A. Piano：佐藤準 A. Guitar：吉川忠英 E. Guitar：鈴木茂 E. Bass：岡沢しげる Drums：林立夫 Percussions：斉藤ノブ ジプシーローズ (処女) Vocal, Marimba：尾崎亜美 E. Piano：佐藤準 E. Guitar：鈴木茂 E. Bass：岡沢しげる Drums：林立夫 Trombone：新井英治 Percussions：斉藤ノブ 冬枯れ… Vocal, Cembalo, Oberheim 8-Voice：尾崎亜美 E. Piano：佐藤準 E. Guitar：鈴木茂 E. Bass：岡沢しげる Drums：林立夫 A. Sax：ジェイク・コンセプション Percussions：斉藤ノブ | キ・ラ・メ・キFeeling Vocal, Cembalo, Prophet 5：尾崎亜美 E. Piano：佐藤準 E. Guitar：鈴木茂 E. Bass：岡沢しげる Drums：林立夫 Percussions：斉藤ノブ A. Sax, Flute：ジェイク・コンセプション Strings：多グループ You…魂のままに Vocal, Prophet 5：尾崎亜美 E. Guitar：鈴木茂 E. Bass：岡沢しげる Drums：林立夫 Strings：多グループ Chorus：AMII'S CHILD around Vocal, Hammond Organ, Prophet 5, Vocoder, Melotron：尾崎亜美 CINEMATIC DOLL Vocal, E. Piano, A. Piano, Prophet 5：尾崎亜美 E. Guitar：鈴木茂 E. Bass：小川ひろし Drums：林立夫 Percussions：斉藤ノブ Strings：多グループ オリビアを聴きながら Vocal：尾崎亜美 E. Piano, A. Piano：佐藤準 A. Guitar：吉川忠英 E. Guitar：鈴木茂 E. Bass：岡沢茂 - Drums：林立夫 Strings：多グループ Chorus：AMII'S CHILD |

## レコーディング・スタッフ
プロデューサー：尾崎亜美
ディレクター、アルバムコーディネート：渡辺有三
レコーディング・エンジニア：Katuya Kuroda, Makoto Tuneya
アシスタント・エンジニア：Junichi Kane
ミキシング・エンジニア：Makoto Tuneya

シンセサイザー・プログラミング：松武秀樹

## カバーデザイン
デザイン：Ueda Design Family（Ueda Koyanahi Tsugaoka）
写真：篠原邦博
衣装：Yoko Sudo

## PCCA-50167 2013 再発スタッフ
監修・ライナー：金澤寿和
A&R: Fumihiko Oizumi
Digital Remastering: 能瀬秀二
Release Operation: Kazuto Hiraga
Package Coordination: Miki Jono

## リリース日一覧
| 地域 | リリース日     | レーベル           | 規格                   | カタログ番号 | 備考                       |
| ---- | -------------- | ------------------ | ---------------------- | ------------ | -------------------------- |
| 日本 | 1980年9月5日   | キャニオンレコード | 30cmLP                 | C25A0112     | stereo                     |
| 日本 | 1985年4月5日   | キャニオンレコード | 12cmCD                 | D32A0069     |                            |
| 日本 | 1988年6月21日  | キャニオンレコード | 12cmCD                 | D140P-6231   | CD BOX-5                   |
| 日本 | 1991年3月13日  | キャニオンレコード | 12cmCD                 | PCCA-00232   |                            |
| 日本 | 2013年10月16日 | ポニーキャニオン   | デジタル・ダウンロード | PCCA-50167   | mora                       |
| 日本 | 2013年10月16日 | ポニーキャニオン   | デジタル・ダウンロード | B0047HSVE4   | Amazon.com                 |
| 日本 | 2013年10月16日 | ポニーキャニオン   | デジタル・ダウンロード | A34145143    | レコチョク                 |
| 日本 | 2013年10月16日 | ポニーキャニオン   | デジタル・ダウンロード | 717110129    | Apple Music                |
| 日本 | 2013年10月16日 | ポニーキャニオン   | HQCD                   | PCCA-50167   | 紙ジャケット、リマスター、 |

## 参考資料
- オリコン『ALBUM CHART-BOOK COMPLETE EDITION 1970-2005』オリコン・マーケティング・プロモーション、2006年4月。ISBN 978-4-87131-077-2。
- オリコン『SINGLE CHART-BOOK COMPLETE EDITION 1968-2005』オリコン・マーケティング・プロモーション、2006年4月。ISBN 9784871310765。
- 尾崎亜美『MERIDIAN-MELON』（紙ジャケット再発盤・ライナーノーツ）ポニーキャニオン、2013年10月16日。PCCA-50167。